# Sejle op ad åen
Sejle op ad åen er en revyvise, som var meget brugt til fester og som fællessang til fodboldkampe frem til 1960'erne. Teksten var både forkortet og forvrøvlet. Den menes at være opstået ud fra Valdemar Hansens revyvise fra 1895.
Oprindeligt stammer visen fra sommerrevyen 'Fra Flakhaven til Fruens Bøge' på Odense Sommertheater i 1895. Teksten er om den traditionelle sejlads op ad Odense Å og blev voldsomt populær på få år.
Odense Åfart blev stiftet i 1883 med dampbåden Kvik, der begyndte at sejle i fast rutesejlads på Odense Å fra Odense Midtby til det rekreative område Fruens Bøge. På få år kom dampbådene Pilen, Odin og St. Alban til. Da visen blev skrevet sejlede op til 4.000 borgere på søndagsudflugt til Fruens Bøge, hvor de dansede i skovens pavilloner, mens småfolk drak øl og spillede kegler på et af de mange traktørsteder.
Sangen fik sin urpremiere ved en Rottefælderevy, da den blev forkastet til opførelse i Odense.   

## Sangteksten
Sejle op ad åen,

sejle ned ad igen,

det var vel nok en dejlig sang,

den må vi ha' endnu en gang